# Il profeta Geremia
Il profeta Geremia è un dipinto a olio su tela (115x146,3 cm) realizzato nel 1968 dal pittore Marc Chagall.
È conservato nel Centre Pompidou di Parigi.